# Aeroporto de Jequié
O Aeroporto Vicente Grilo da cidade de Jequié, (IATA: JEQ, ICAO: SNJK), no estado da Bahia. Pertence ao Governo do Estado da Bahia, sendo administrado pelo município de Jequié.
Possui pista de pouso e decolagem de 1,2 km e 30 metros de largura sem iluminação noturna ou torre de controle.
O aeroporto já foi servido pela companhia aérea Abaeté que usava o avião Embraer EMB 110 Bandeirante que com a baixa procura por voos desativou seus voos para a cidade. 
O primeiro avião de escala comercial que chegou em Jequié em 19 de novembro de 1954, a inauguração do Aeroporto Vicente Grillo, na época chamado de Campo de Aviação. Tudo aconteceu graças ao empenho do grande benemérito do Município, Vicente Grillo, que doou a área para a construção deste equipamento. De acordo com o site Taberna da História, em Jequié, a empresa Real operava com aviões Douglas DC-3, um avião bimotor para uso civil que revolucionou o transporte de passageiros nas décadas de 1930 e 1940. Seu representante, em 1963, era Antônio Orrico, que tinha escritório na Rua 2 de Julho. Antes, porém, operava em Jequié a Nacional, que tinha como representante a “Jodan”. Nos anos 80, Jequié foi contemplada com uma linha aérea, sob a responsabilidade da Nordeste Linhas Aéreas que, operando aviões Bandeirantes, conectava Salvador, Jequié e Bom Jesus da Lapa. A sociedade jequieense, nos anos 50, viajava muito de avião para os grandes centros do país. Era comum ver algum casal viajando para o Rio de Janeiro ou mesmo para Salvador em um DC-3.
Em 2009 a cidade recebeu 2,5 milhões para investimento no aeroporto que nunca foi usado. Em 2011 o governo do estado fez uma pequena reforma no terminal de passageiros e entregou a responsabilidade de manutenção para a prefeitura. O aeroporto recebe apenas voos particulares. Em 2012 foi interditado pela Cenipa diante da insegurança revelada em sua pista, por onde transitavam pessoas, animais e motos, além da qualidade precária da pista. Ainda no ano 2012 especulou-se que o governo do estado faria uma reforma no terminal de passageiros e na pista de pouso e decolagem para que a Anac pudesse liberar o aeroporto para voos regulares.
Em 20 de abril de 2016 a Secretaria de Aviação Civil liberou o aeroporto para receber voos regulares após passar por intensa reforma.